# Podstawy obowiązywania prawa międzynarodowego
Podstawy obowiązywania prawa międzynarodowego - nauka i doktryna prawa międzynarodowego w tym kontekście mówi o dwóch zasadniczych koncepcjach: naturalistycznej i pozytywistycznej.
Koncepcja naturalistyczna odwołuje się do prawa natury. W istocie jest przeniesieniem na grunt prawa międzynarodowego teorii naturalnych praw człowieka. Z samego faktu istnienia państwo ma przyrodzone, podstawowe czy fundamentalne prawa, które muszą być respektowane przez inne podmioty. Są to zwłaszcza: 
- prawo do istnienia;
- prawo do niepodległości;
- prawo do równości;
- prawo do szacunku i uczestniczenia w obrocie międzynarodowym (do utrzymywania stosunków).

Z kolei teoria pozytywistyczna (nazywana również woluntarystyczną) wskazuje, że podstawą obowiązywania prawa międzynarodowego jest wspólna wola państw. Wola ta znajduje swój wyraz bądź to w normach zwyczajowych, bądź to w normach konwencyjnych. Normy prawa międzynarodowego mogą być zmienione, ale tylko za zgodą wszystkich związanych nimi państw - poszczególne państwo (państwa) nie może w każdej chwili jednostronnie cofnąć swą zgodę na obowiązywanie określonej normy prawa międzynarodowego.